# مقاطعة لوغن (أوكلاهوما)
مقاطعة لوغن (بالإنجليزية: Logan County)‏ هي إحدى مقاطعات ولاية أوكلاهوما في الولايات المتحدة الأمريكية.